# Ганц, Уильям
Уи́льям Ганц (англ. William Ganz; 7 января 1919, Кошице, Первая Чехословацкая Республика — 11 ноября 2009) — американский кардиолог словацкого происхождения, который совместно с Джереми Сваном изобрел катетер легочной артерии, ныне широко применяемый в медицине. Он был также одним из первых кардиологов использовавших ферментативный тромболизис.
Ганц родился в 1919 году в городе Кошице, в современной Словакии. В 1938 году он поступил в медицинскую школу Карлова университета в Праге, Чехословакия. Школа была закрыта в 1940 году после начала нацистской оккупации Чехословакии. Ганц будучи евреем по национальности был отправлен в нацистский трудовой лагерь в Венгрии. Он должен был быть отправлен в Освенцим в 1944 году, но ему удалось бежать. После Второй мировой войны Ганц окончил Карлов университет в 1947 году. Позже он защитил степень доктора медицины, стал ведущим специалистом сердечно-сосудистого института в Праге
Ганц работал в Чехословакии, которая в то время находилась в коммунистическом лагере. В 1966 году Ганцу было разрешено взять жену Магду и двоих своих сыновей на каникулы в Италию. Вместо этого семья переехала в Вену, где подала документы для визы в США, поскольку у него были родственники в Лос-Анджелесе. Переехав в США, Ганц получил должность в Cedars-Sinai Medical Center, где он и работал до конца своей карьеры.
Ганц и доктор Джереми Сван впервые разработали идею для катетеризации легочной артерии в 1970 году. Баллон помещается на конце гибкого катетера, который вводится в артерию. Непосредственно Ганц под руководством Свана занимался методикой термодилюции для измерения сердечного выброса. Кроме того, Ганц сыграл определенную роль в развитии тромболизиса.
Ганц умер от естественных причин 11 ноября 2009 года, в возрасте 90 лет. Он пережил свою жену Магду, которая умерла в 2005 году. У него осталось двое сыновей, д-р кардиолог Питер Ганц и д-р пульмонолог Томас Ганц.

## Публикации
- Swan, H.J.; Ganz, W.; Forrester, J.; Marcus, H; Diamond, G; Chonette, D.: Catheterization of the heart in man with use of a flow-directed balloon-tipped catheter. New England Journal of Medicine 1970;283:447-51. PMID 5434111.
- Ganz, W.; Geft, I.; Maddahi J.; Berman, D.; Charuzi, Y.; Shah, P. K.; Swan, H.J.: Nonsurgical reperfusion in evolving myocardial infarction. Journal of the American College of Cardiology 1983; 1(5):1247-53. PMID 6833664.